# Nemes Károly
Nemes Károly (Szeged, 1930. március 2. – Budapest, 2012) filmesztéta, filmtörténész, szakíró.

## Élete
1956-ban szerzett diplomát, 1967-ben irodalomtudományi kandidátusi fokozatot.
Az 1960-as évektől foglalkozott filmtörténettel. Számos filmtudományi könyve jelent meg, több Berkes Ildikóval közösen. Cikkei a Filmkultúra, a Filmelmélet, a Filmvilág, a Filmtudományi szemle, a Népművelés, a Fényképművészeti tájékoztató, a Pergő Képek, a Foto, és a Fotoművészet című folyóiratban jelent meg.

## Művei

### Saját könyvei
- Hogyan nézzünk filmet, Gondolat Könyvkiadó, Budapest, 1961 (Gondolattár)
- Realizmus a filmművészetben. A filmművészet fejlődésének törvényszerűségei, Felsőoktatási Jegyzetellátó Vállalat, Budapest, 1964
- A filmművészet útján, Magvető Könyvkiadó, Budapest, 1968
- A filmtörténet alapjai, Magyar Filmtudományi Intézet-Népművelési Propaganda Iroda, Budapest, 1968 (Filmbarátok kiskönyvtára)
- Miért jók a magyar filmek? Tanulmányok, Magvető Könyvkiadó, Budapest, 1968
- A mai szovjet filmművészet, Kossuth Könyvkiadó, Budapest, 1969 (Esztétikai Kiskönyvtár)
- A nyugati filmművészet konfliktusa, Kossuth Könyvkiadó, Budapest, 1971 (Esztétikai Kiskönyvtár)
- Valóság és illúzió. Az európai népi demokráciák filmművészetének fejlődése, Magvető Könyvkiadó, Budapest, 1971
- Hol tart a magyar filmművészet?, Kossuth Könyvkiadó, Budapest, 1971 (Napjaink kérdései)
- A film a művészetek között, Népművelési Propaganda Iroda, Budapest, 1973
- A filmművészeti avantgarde története, Magyar Filmtudományi Intézet és Filmarchívum, Budapest, 1973
- A filmművészet fejlődési vázlata (1895-1972), Népművelési Propaganda Iroda, Budapest, 1973 (Filmamatőrök kiskönyvtára)
- Realizmus és kísérletezés a filmművészetben. A filmművészet kísérletező irányzatainak szerepe a filmművészeti realizmus megteremtésében, Kossuth Könyvkiadó, Budapest, 1974
- Tony Richardson, Magyar Filmtudományi Intézet és Filmarchívum, Budapest, 1977 (Filmbarátok Kiskönyvtára)
- Orson Welles, Gondolat Könyvkiadó, Budapest, 1977 (Szemtől szemben)
- Mitta / Panfilov / Tarkovszkij, Magyar Filmtudományi Intézet és Filmarchívum, Budapest, 1977 (Filmbarátok Kiskönyvtára)
- A magyar filmművészet története 1957 és 1967 között, Magyar Filmtudományi Intézet és Filmarchívum, Budapest, 1978
- A magyar filmművészet története 1968 és 1972 között, Magyar Filmtudományi Intézet és Filmarchívum, Budapest, 1979
- A filmművészet fejlődése, MOKÉP-Magyar Filmtudom. Int. és Filmarchivum, Budapest, 1979
- Jean-Luc Godard, Magyar Filmtudományi Intézet és Filmarchívum, Budapest, 1979 (Filmbarátok Kiskönyvtára)
- Elia Kazan, Magyar Filmtudományi Intézet és Filmarchívum, Budapest, 1980 (Filmbarátok Kiskönyvtára)
- A mai magyar film és a valóság, Kossuth Könyvkiadó, Budapest, 1980 (Esztétikai Kiskönyvtár)
- Pier Paolo Pasolini, Magyar Filmtudományi Intézet és Filmarchívum, Budapest, 1980 (Filmbarátok Kiskönyvtára)
- Greta Garbo, Magyar Filmtudományi Intézet és Filmarchívum, Budapest, 1981 (Filmbarátok Kiskönyvtára)
- A filmelmélet változásai, Akadémiai Kiadó, Budapest, 1981
- A szovjet filmelmélet története, Magyar Filmtudományi Intézet és Filmarchívum, Budapest, 1983
- Luis Bunuel, Magyar Filmtudományi Intézet és Filmarchívum, Budapest, 1985 (Filmbarátok Kiskönyvtára)
- Alfred Hitchcock, Magyar Filmtudományi Int. és Filmarchívum-Népművelési Propaganda Iroda, Budapest, 1986 (Filmbarátok Kiskönyvtára)
- A film, mint művészet, Tevan Kiadó, Békéscsaba, 1994
- A magyar film útja, Uránusz Kiadó, Budapest, 1999 (Uránusz könyvek)
- Filmtörténet – A filmművészet fejlődésvonalának vázlata, Domokos Press & Pr Kft., Budapest, 2001
- Lehetséges-e klasszikus filmalkotás?, Uránusz Kiadó, Budapest, 2002 (Uránusz könyvek)

### Szerzőtársakkal írt, szerkesztett művek
- Szalay Károly – Hegedüs Zoltán: Charlie Chaplin. Tanulmányok Chaplin filmjeiről, MOKÉP-Magyar Hirdető, Budapest, é. n.
- Nemeskürty Iván – Matolcsy György – N. K.: A magyar film húsz éve 1945-1965, Magvető Kiadó, Budapest, 1965
- Lukács Antal – N. K.: Röpirat a magyar filmművészet helyzetéről, Magvető Könyvkiadó, Budapest, 1970
- Nemeskürty Iván – Somlyó György – N. K.: Pasolini – "Máté evangéliuma", Magyar Filmtudományi Intézet és Filmarchívum Filmszínháza, Budapest, 1976
- Papp Sándor – N. K.: A magyar film 1945-1956 között, Magyar Filmtudományi Intézet és Filmarchívum, Budapest, 1980 (Filmművészeti könyvtár)
- Berkes Ildikó – N. K.: A japán film világa, Magyar Filmintézet, Budapest, 1997
- Berkes Ildikó – N. K.: A bűnügyi film, Uránusz Kiadó, Budapest, 2001 (Uránusz könyvek)
- Berkes Ildikó – N. K.: A kilencvenes évek filmművészete, Uránusz Kiadó, Budapest, 2003 (Uránusz könyvek)
- Berkes Ildikó – N. K.: A posztmodern film, Uránusz Kiadó, Budapest, 2004 (Uránusz könyvek)
- Berkes Ildikó – N. K.: Az amerikai film. Mitől amerikai az amerikai film?, Uránusz Kiadó, Budapest, 2006 (Uránusz könyvek)
- Berkes Ildikó – N. K.: A német filmművészet története, Uránusz Kiadó, Budapest, 2006 (Uránusz könyvek)
- Berkes Ildikó – N. K.: A kelet-európai filmművészet, Uránusz Kiadó, Budapest, 2007 (Uránusz könyvek)
- Berkes Ildikó – N. K.: Az orosz-szovjet film. A szovjet filmművészet mint a szovjetunió tükre, Uránusz Kiadó, Budapest, 2008 (Uránusz könyvek)
- Berkes Ildikó – N. K.: A filmművészet fejlődési vonala, Uránusz Kiadó, Budapest, 2011

### Kisebb tanulmányokat írt még a következő művekbe
- Filmművészeti és filmforgalmazási alapismeretek. Moziüzemvezetői és gépkezelői szaktanfolyam, Népművelési Propaganda Iroda, Budapest, 1966
- Tanulmányok a magyar szinkronról, Magyar Filmtudományi Intézet és Filmarchívum, Budapest, 1976
- Filmelmélet I., Magvető Könyvkiadó, Budapest, 1968
- Film és szórakozás, MOKÉP-Magyar Filmtudományi Intézet és Filmarchívum, Budapest, 1981
- Magyar Filmtudományi Intézet és Filmarchívum 1957-1982, Magyar Filmtudományi Intézet, Budapest, 1982
- A film költészete. Az útkereső Balázs Béla, Magyar Filmtudományi Intézet és Filmarchívum, Budapest, 1984
- Álomvalóság (dedikált példány). Írások a művészet(ek)ről, Uránusz Kiadó, Budapest, 1998
- Oxford Film Enciklopédia. A világ filmtörténetének kézikönyve, Glória Kiadó, Budapest, 1998
- Új Oxford Filmenciklopédia. A világ filmtörténetének kézikönyve, Glória Kiadó, Budapest, 2003